# بورتون كامينغز
بورتون كامينغز هو كاتب أغاني وموسيقي ومغني ومغن مؤلف وعازف بيانو وممثل كندي، ولد في 31 ديسمبر 1947 في وينيبيغ في كندا. من الجوائز التي نالها عضوية قاعة مشاهير الموسيقى الكندية ‏ سنة 2016 سنة 1979 سنة 2011.

## جوائز وترشيحات
جوائز
- عضوية قاعة مشاهير الموسيقى الكندية [الإنجليزية]‏ (2016)
- جائزة جونو لألبوم السنة [الإنجليزية]‏ (1979)
- شارع المشاهير الكندي [الإنجليزية]‏ (2011)

ترشيحات
- جائزة جونو لألبوم السنة [الإنجليزية]‏ (1977)
- جائزة جونو لألبوم السنة [الإنجليزية]‏ (1978)
- جائزة جونو لألبوم السنة [الإنجليزية]‏ (1981)
- جائزة جونو لأفضل أغنية منفردة في السنة [الإنجليزية]‏ (1979)
- جائزة جونو لأفضل أغنية منفردة في السنة [الإنجليزية]‏ (1981)
- جائزة جونو لأفضل كاتب موسيقي في السنة [الإنجليزية]‏ (1975)
- جائزة جونو لأفضل كاتب موسيقي في السنة [الإنجليزية]‏ (1977)
- جائزة جونو لأفضل كاتب موسيقي في السنة [الإنجليزية]‏ (1978)
- جائزة جونو لأفضل كاتب موسيقي في السنة [الإنجليزية]‏ (1979)
- جائزة جونو لأفضل كاتب موسيقي في السنة [الإنجليزية]‏ (1981)

## وصلات خارجية
- الموقع الرسمي
- بورتون كامينغز على موقع IMDb (الإنجليزية)
- بورتون كامينغز على موقع الموسوعة البريطانية (الإنجليزية)
- بورتون كامينغز على موقع ميوزك برينز (الإنجليزية)
- بورتون كامينغز على موقع أول ميوزيك (الإنجليزية)
- بورتون كامينغز على موقع ديسكوغز (الإنجليزية)
- بورتون كامينغز على موقع قاعدة بيانات الفيلم (الإنجليزية)